# СКС карабин
СКС (рус. Самозарядный карабин Симонова) је совјетски полуаутоматски карабин у калибру 7.62x39mm који је 1945. конструисао Сергеј Симонов. Карабин СКС је прво уведен у наоружање Црвене армије, а од 1950-их се нашао и у наоружању многих земаља источног блока.
У СФРЈ се по лиценци производила верзија Застава M59/66.

## Историја
Током Другог светског рата се показало да тадашња муниција попут 7,92x57mm, .303, 30-06 или 7,62x54Р имају превелики домет који су могли да искористе једино снајпери и митраљесци док се већина пешадијских борби водила на удаљеностима до 200м. Тако су Немци направили свој средњи метак 7.92x33mm и пушку Штурмгевер 44 док су Американци направили нешто слабији калибар .30 и применили га на одличном М1 карабину. Црвена армија је користила пушке репетирке Мосин Наган.
Након настанка совјетског средњег метка 7,62x39mm 1943. године је упоредо одлучено да се развије ново оружје које ће тај метак користити. Сергеј Симонов је прве прототипе карабина СКС у том калибру направио крајем 1944. на основи свог карабина који је дизајнирао током 1940-41. Нови Симонов карабин је поседовао склапајући бајонет.
Мања количина ових карабина се користила у јединицама Првог Белоруског фронта почетком 1945. Испитивања су се наставила све до 1949. када је карабин СКС званично уведен у наоружање Совјетске армије.
Наредних десет година је карабин СКС био у наоружању заједно са АК-47, све до 1959. када почиње њихова замена новијом конструкцијом АКМ.
Многе комунистичке земље су производиле самостално СКС, попут Народне републике Кине која је производњу започела 1956. и СФРЈ 1959. Југословенска верзија се одликује тромблонским нишаном и дужом цеви због лансирања.
Карабин СКС је у односу на амерички М1 Гаранд био лакши,јефтинији за производњу,једноставнији, поседовао нешто већи капацитет, користио лакшу и јефтинију муницију али слабије зауставне моћи.

## Корисници
- Совјетски савез
- Кина
- СФРЈ
- Северна Кореја
- Источна Немачка
- Куба
- Бугарска
- Румунија
- Северни Вијетнам
- Демократска Кампућија
- Албанија
- Пољска
- Мађарска